# Lotte Kiærskou
Lotte Kiærskou (Frederikshavn, 23 de junio de 1975) es una exjugadora de balonmano danesa. Consiguió 2 medallas olímpicas de oro.

## Vida personal
Kiærskou es abiertamente lesbiana. Se unió según la legislación danesa con su compañera Rikke Skov, pero se separaron en 2011. Tuvieron dos hijas, Caroline y Anna.